# Marginalvælger
Marginalvælger eller svingvælger, en vælger, som kan motiveres til at stemme på forskellige partier fra valg til valg. En marginalvælger er dermed det modsatte af en kernevælger. Marginalvælgeren er karakteriseret ved at stemme efter hvilke emner de finder vigtige (Issue Voting), som indebærer at vælgeren stemmer på det parti, der bedst repræsenterer vedkommendes politiske holdninger om et begrænset antal sager - vælgeren stemmer efter mærkesager i stedet for som tidligere efter partiernes ideologiske grundholdninger. En opdeling af vælgere mellem dem, der har en stærk, og dem der har en svag partiidentifikation, svarer således til sondringen mellem kernevælgere og marginalvælgere. Særligt mediedækningen op til et folketingsvalg har betydning for, hvor marginalvælgerne sætter deres kryds.

## Marginalvælgernes betydning for udfaldet af valg
I Danmark er det tydeligste eksempel på marginalvælgernes magt til at afgøre et valgs udfald det såkaldte jordskredsvalg i 1973, som var kendetegnet ved, at rekordmange vælgere stemte anderledes end ved forrige valg. Hele 27,7 procent stemte på Centrum-Demokraterne, Fremskridtspartiet og Kristeligt Folkeparti – alle partier, der ikke tidligere havde været repræsenteret i Folketinget.
Siden da er andelen af kernevælgere generelt skrumpet yderligere, og marginalvælgernes rolle er blevet tilsvarende større. Der har dog også været valg, hvor det i højere grad lykkedes de etablerede partier at fastholde deres vælgerkorps fra det foregående valg. Op til valget i 2022 viste en analyse foretaget af Kasper Møller Hansen, professor ved Institut for Statskundskab på Københavns Universitet,
at 46 procent af vælgerne ville stemme på et andet parti end ved valget i 2019. Dette var en højere andel end ved den indtil da største andel marginalvælgere ved jordskredsvalget i 1973. Vælgerundersøgelserne viser dog, at vandringerne mellem den traditionelle opdeling i rød og blå blok stabilt ligger omkring 10% af vælgerkorpset.
Vælgernes tillid til de etablerede politiske partier har stor betydning for fordelingen af stemmerne mellem kernevælgere og marginalvælgere. Flere undersøgelser af vælgervandringerne i Danmark har vist, at jo større tillid til politikerne, jo færre marginalvælgere.. Ved valgene i 2001 og 2005 var tilliden historisk høj. Ved de efterfølgende valg var den faldende indtil valget i 2015. I 2019 var den igen stigende, især blandt vælgere, der traditionelt stemmer på "de store partier". Jørgen Goul Andersen har gennemført en undersøgelse, der viser, at den økonomiske politik og tilliden til de offentlige institutioner er af større betydning for vælgernes partivalg end de politiske skandalesager, som mange massemedier fokuserer på.
Marginalvælgerens politiske holdning kan selvsagt spænde bredt over det meste af den politiske højre-venstre-skala. Men undersøgelser viser, at næsten ingen marginalvælgere befinder sig helt ude på fløjene. Marginalvælgerne vil oftest stemme på et parti, hvis politik er placeret nogenlunde på midten i det politiske spektrum.

## Forsøg på at påvirke marginalvælgere
Betegnelsen marginalvælger kan have en bred anvendelse og kan bruges i mange forskellige kontekster i forskellige medier. Den mest enkle definition karakteriserer marginalvælgeren som en person, der ikke har bestemt sig for, hvilket parti vedkommende vil give sin stemme. En bredere definition betegner en marginalvælger som en vælger, der ofte skifter parti fra valg til valg eller skifter fra at stemme til ikke at stemme. Disse vælgere kan overtales og overbevises om at stemme i løbet af valgkampen, og vil derfor være i fokus for flere partiers valgkampagner gennem valgløfter af forskellig art. Derfor vil de politiske kampagner op til et valg være målrettet marginalvælgere, fordi kernevælgerne allerede har bestemt, hvad de vil stemme på, og sandsynligheden for at skaffe ekstra stemmer således er større ved at appellere til marginalvælgerne.
Det betyder, at i en valgkamp har et parti altid mindst to opgaver, nemlig dels at fastholde kernevælgerne og dels erobre nye stemmer blandt marginalvælgerne. Den amerikanske forsker Anthony Downs har påpeget, at politiske partier "udformer deres politik for at vinde valg, snarere end at vinde valg for at udforme deres politik". Den svenske politolog Björn Molin har udarbejdet en model, hvori de politiske partiers forhold til vælgerne analyseres ud fra to kriterier. Interessefaktoren, som omfatter partiernes ideologi som især appellerer til kernevælgerne, og opinionsfaktoren, som omfatter partiernes forsøg på at opnå popularitet uden at det virker utroværdigt. Begge teorier understøtter, at succes ved et valg kan afhænge af, hvilket parti eller hvilken fløj, der har været bedst til at mobilisere marginalvælgerne.
Den personlige faktor kan spille en stor rolle for marginalvælgernes stemmeafgivning. I USA har valgkampen op til præsidentvalgene ofte været et personopgør, hvor kandidaternes optræden i medierne har været afgørende for valgets udfald.. I Danmark har denne faktor mindre betydning. Den danske valgforsker Ole Borre har gennemført en række valganalyser i Det Danske Valgprojekt, som blev etableret i 1971 og er den mest omfattende vælgerundersøgelse i Danmark. Han konkluderer, at vælgervandringer følger det samme mønster som ses i andre europæiske lande, og at partiernes politik betyder mere end personerne.